# Pary taneczne

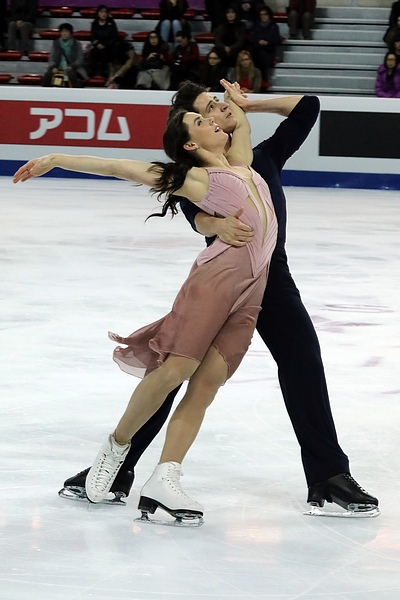
Para taneczna (pięciokrotni medaliści olimpijscy Tessa Virtue / Scott Moir – GPF 2016)

Pary taneczne (ang. ice dance) – konkurencja w łyżwiarstwie i wrotkarstwie figurowym, w której duety łyżwiarskie składające się z kobiety i mężczyzny wykonują taniec na łyżwach, bądź wrotkach / łyżworolkach. 
Pary taneczne w łyżwiarstwie figurowym wykonują elementy łyżwiarskie specyficzne dla tej konkurencji. W przeciwieństwie do par sportowych, pary taneczne skupiają się na skomplikowanej pracy nóg wykonywanej w tanecznym trzymaniu partnerów w rytm muzyki. Podnoszenia w tańcu na lodzie nie mogą przekroczyć wysokości barków, a rzuty i skoki łyżwiarskie są niedozwolone.
Na notę łączną w zawodach par tanecznych składały się do sezonu 2009/2010 trzy segmenty łyżwiarskie:
- taniec obowiązkowy (CD) (niekiedy dwa),
- taniec oryginalny (OD),
- taniec dowolny (FD).

Od sezonu 2010/2011 na notę łączną składają się dwa segmenty:
- taniec rytmiczny (RD) – do sezonu 2017/2018 pod nazwą taniec krótki (SD)[2]
- taniec dowolny (FD)[3]

## Elementy programu par tanecznych
W zależności od jakości i osiągniętego poziomu wykonania elementu łyżwiarskiego sędziowie przyznają parze tanecznej odpowiednie wartości punktowe (do sezonu 2017/2018 przedstawione w komunikacie ISU nr 2094, zaś od sezonu 2018/2019 przedstawione w komunikacie ISU 2167). Do głównych elementów wykonywanych przez pary taneczne należą:

### Podnoszenia
Pary taneczne wykonują podnoszenia łyżwiarskie zarówno jako osobny element jak i tzw. element chorograficzny.

#### Podnoszenia długie
Podnoszenia długie trwają do 12 sekund. 
- Podnoszenia rotacyjne w obu kierunkach – podnoszący partner porusza się wykonując obroty w jednym kierunku a następnie w drugim
- Podnoszenia po serpentynie – podnoszący partner porusza się po dwóch różnych łukach. Głębokość i długość łuków powinna być w miarę równa. W celu zmiany kierunku jazdy dozwolona jest ½ obrotu.
- Kombinacja podnoszeń – podnoszenie składające się z dwóch Podnoszeń Krótkich 6 sekundowych z listy wymienionej powyżej

#### Podnoszenia krótkie
Podnoszenia krótkie trwają do 7 sekund. 
- Podnoszenia stacjonarne – podnoszący partner pozostaje w jednym miejscu i może wykonać obrót wokół jednej osi
- Podnoszenia po linii prostej – podnoszący partner porusza się po linii prostej w dowolnej pozycji na jednej lub dwóch nogach
- Podnoszenia po łuku – podnoszący partner porusza się po łuku w dowolnej pozycji na jednej lub dwóch nogach. W celu zmiany kierunku jazdy dozwolona jest ½ obrotu.
- Podnoszenia rotacyjne – podnoszący partner porusza się wykonując obroty w jednym kierunku

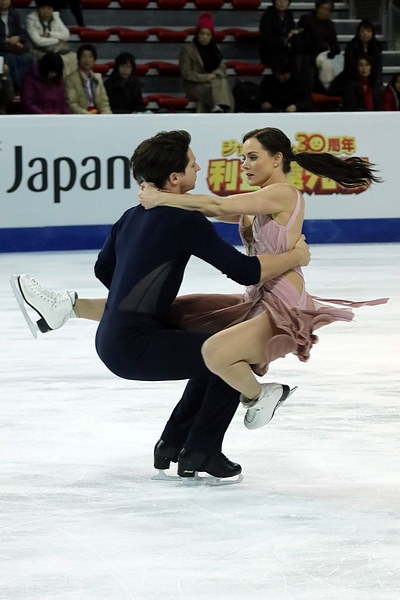
Podnoszenie stacjonarne (Tessa Virtue / Scott Moir)
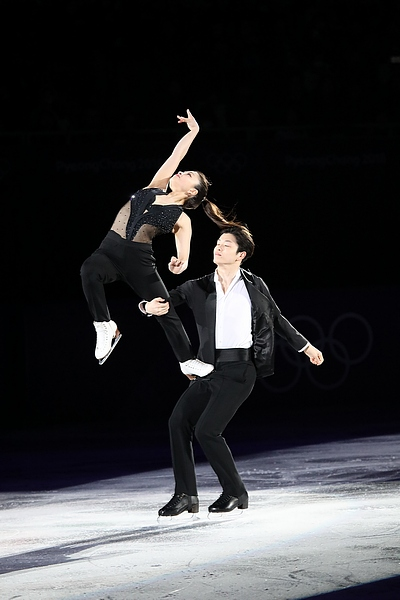
Podnoszenie po linii prostej (Maia Shibutani / Alex Shibutani)
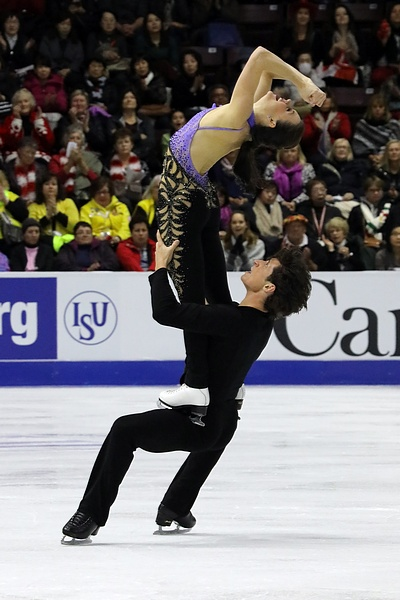
Podnoszenie po łuku (Tessa Virtue / Scott Moir)
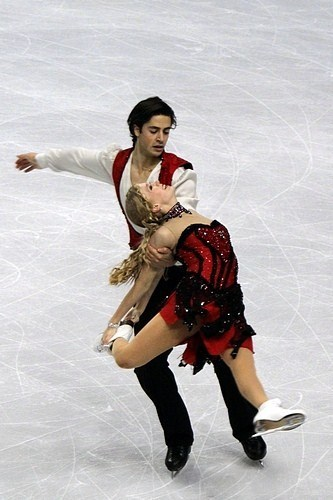
Podnoszenie rotacyjne (Kaitlyn Weaver / Andrew Poje)

### Piruety taneczne
- Piruet taneczny powinien być wykonany na jednej nodze jednocześnie przez oboje partnerów, w dowolnej pozycji, w jednym miejscu, wokół wspólnej osi. Każdy z partnerów musi wykonać 3 obroty na jednej nodze[6].
- Kombinacja piruetów – to piruet taneczny w którym partnerzy zmieniają jednocześnie nogę i kontynuują rotacje na drugiej nodze. Każdy z partnerów musi wykonać 3 obroty na jednej nodze i po zmianie nogi kolejne 3 obroty na drugiej nodze. Zmiana nogi nie może trwać dłużej niż ½ obrotu na dwóch nogach[6].

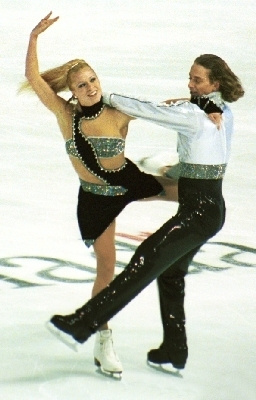
Piruet stany (Shae-Lynn Bourne / Viktor Kraatz)
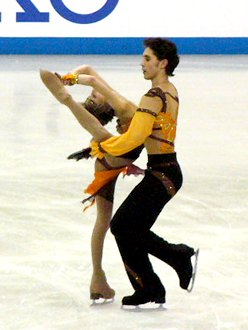
Piruet Biellmann (Jana Chochłowa / Siergiej Nowicki)
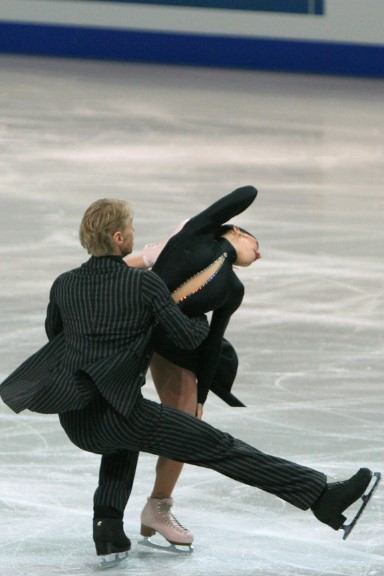
Piruet siadany i Biellmann (Isabelle Delobel / Olivier Schoenfelder)
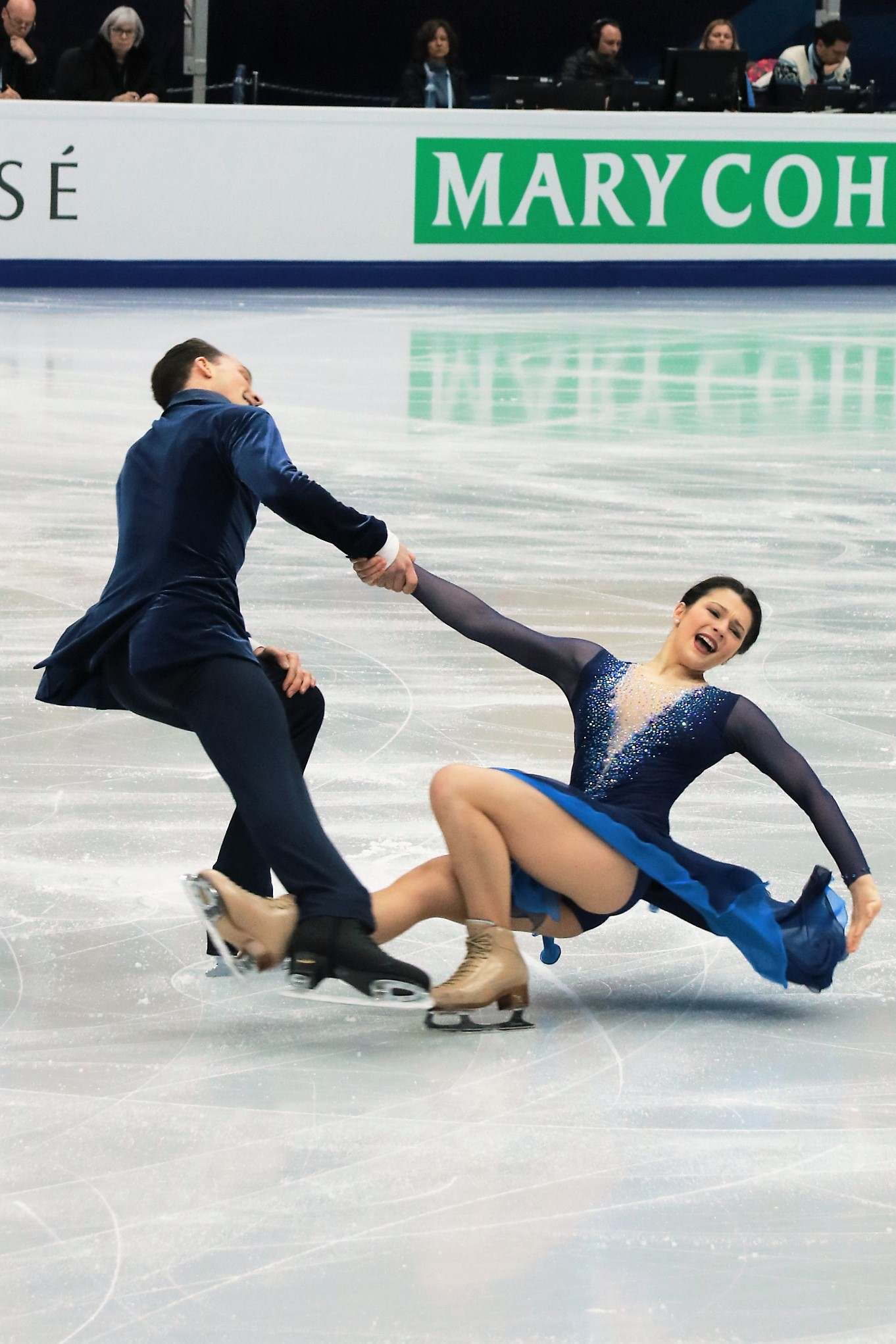
Piruet siadany (Natalia Kaliszek / Maksym Spodyriew)
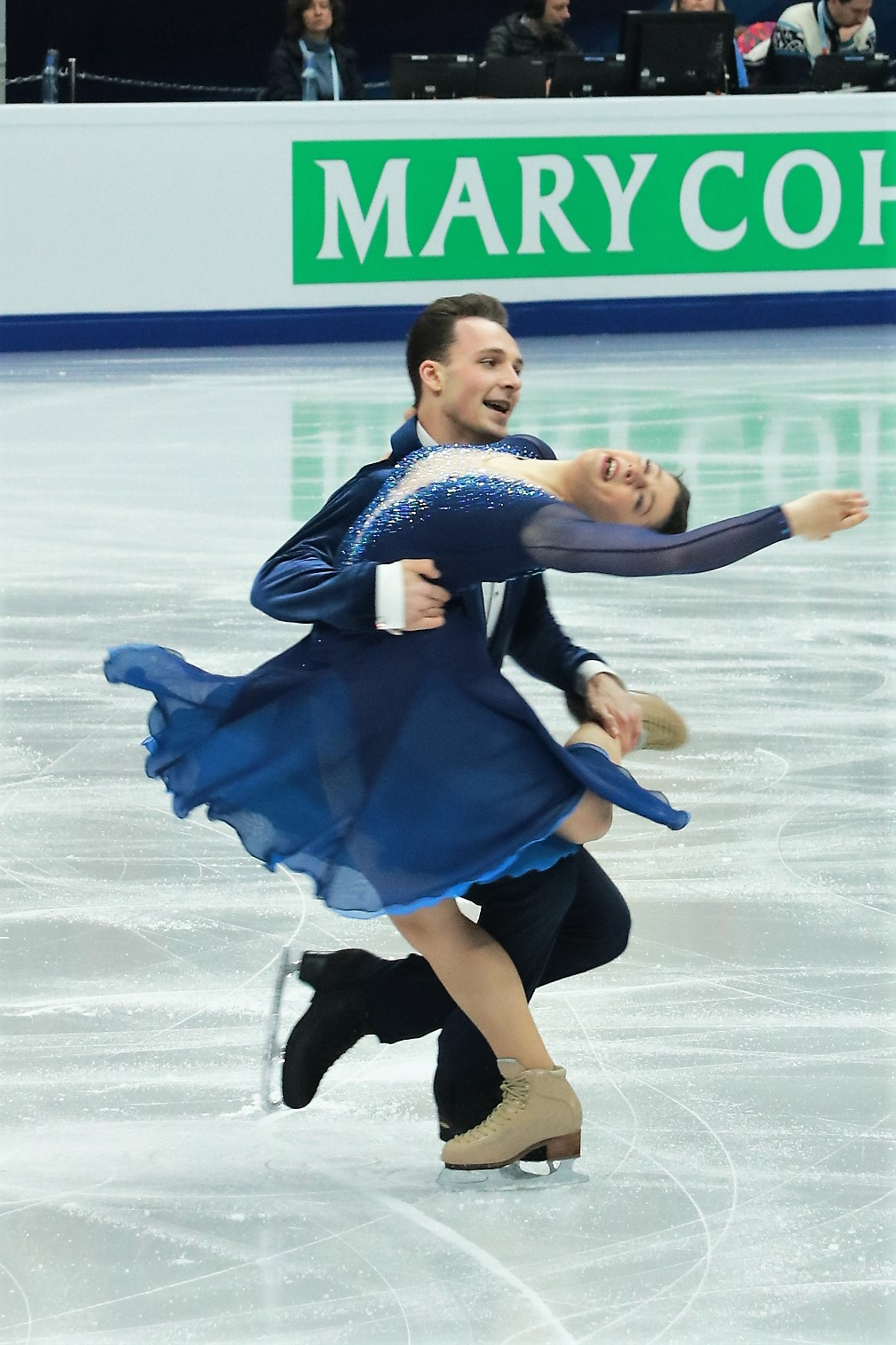
Piruet odchylany (Natalia Kaliszek / Maksym Spodyriew)

### Sekwencje kroków
- Grupa A – sekwencje po linii prostej[6]:

- po linii środkowej, wzdłuż długiej osi lodowiska
- po linii przekątnej, rozpoczęta w jednym rogu lodowiska, skończona w drugim rogu przeciwległej strony lodowiska

- Grupa B – sekwencje po łuku, przeciwnie lub zgodnie z kierunkiem ruchu wskazówek zegara[6]:

- po kole, para musi wykorzystać całą taflę, wzdłuż krótkiej osi
- po serpentynie, podobnie jak w przypadku sekwencji po kole, ale wzdłuż długiej osi lodowiska, muszą być wykonane 3 łuki, rozpoczynać i kończyć się w centrum tafli.

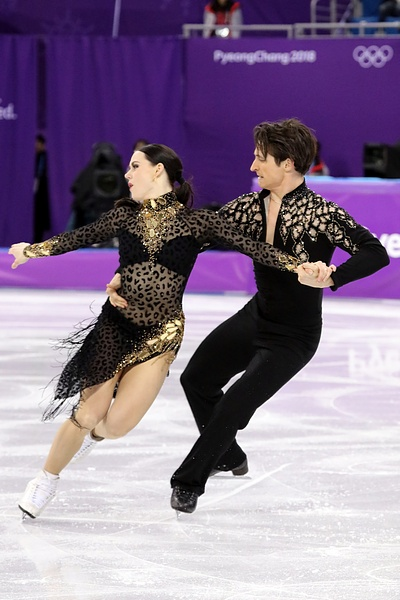
(Tessa Virtue / Scott Moir)
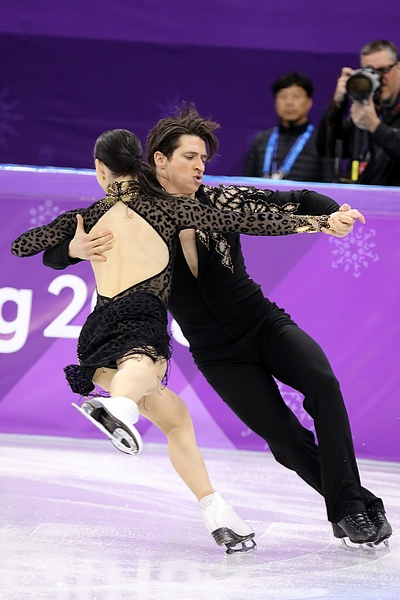
(Tessa Virtue / Scott Moir)
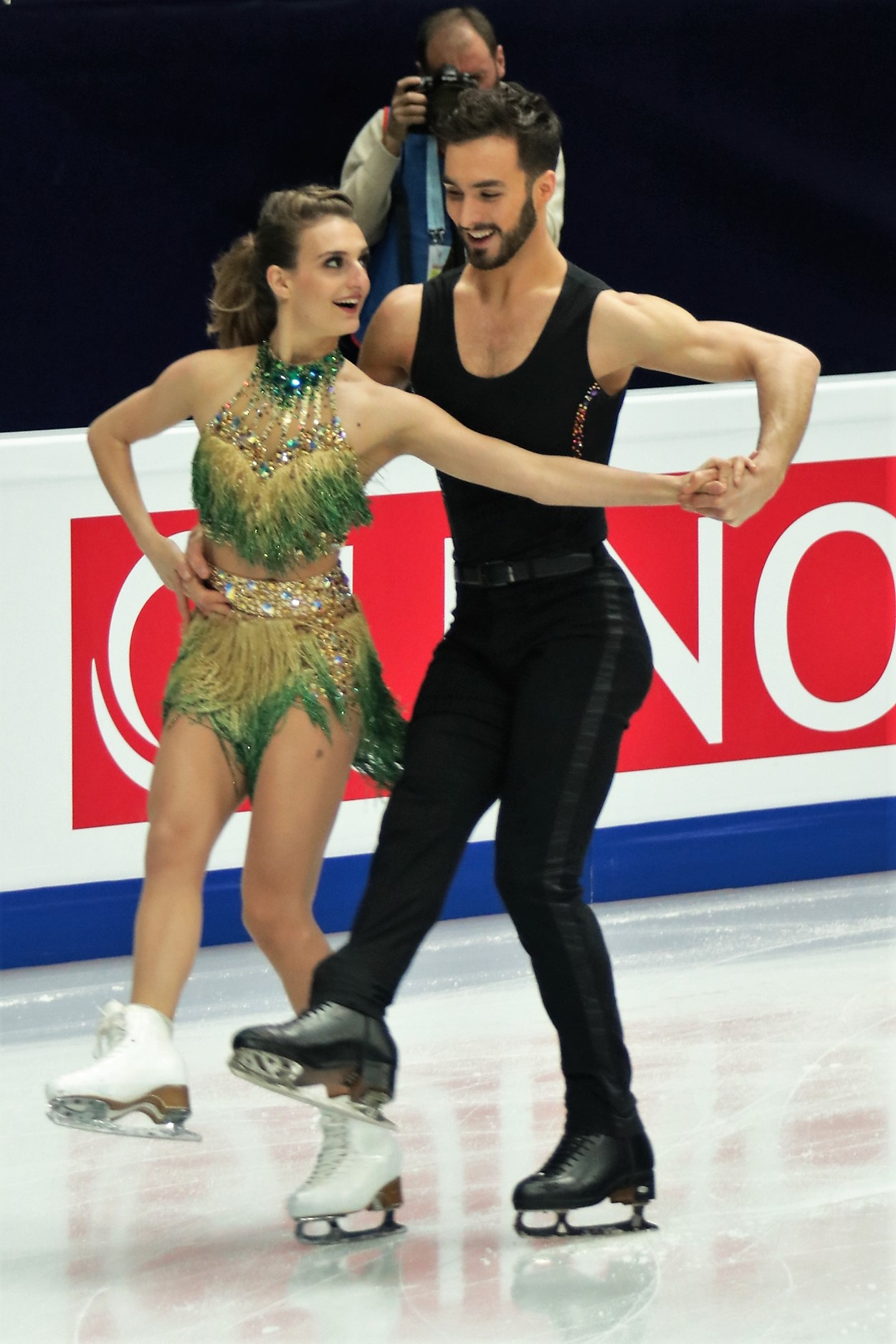
(Gabriella Papadakis / Guillaume Cizeron)
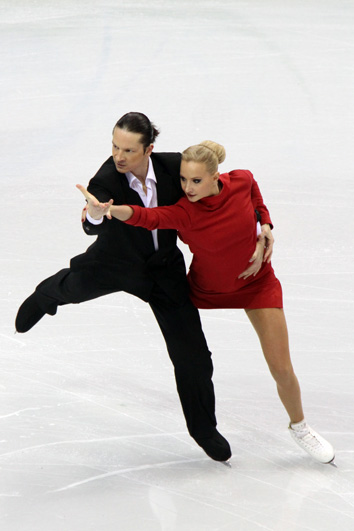
(Oksana Domnina / Maksim Szabalin)
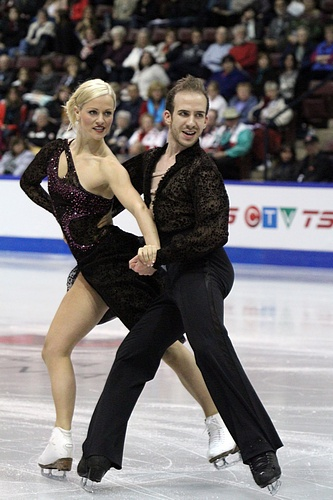
(Tarrah Harvey / Keith Gagnon)

### Twizzle
Twizzle to obroty na jednej nodze wykonywane podczas poruszania się po lodzie w linii. Są wykonywane przez każdego z partnerów z zachowaniem synchroniczności, odpowiedniego odstępu i w tym samym kierunku. Sekwencja twizzli jest najczęściej złożona z kilku setów twizzli różniących się sposobem wykonania tj. pozycją, sposobem rozpoczęcia. Istnieją cztery sposoby rozpoczynania twizzli:
- Przodem zewnątrz – z krawędzi zewnętrznej przodem do kierunku jazdy
- Przodem wewnątrz – z krawędzi wewnętrznej przodem do kierunku jazdy
- Tyłem zewnątrz – z krawędzi zewnętrznej tyłem do kierunku jazdy
- Tyłem wewnątrz – z krawędzi wewnętrznej tyłem do kierunku jazdy

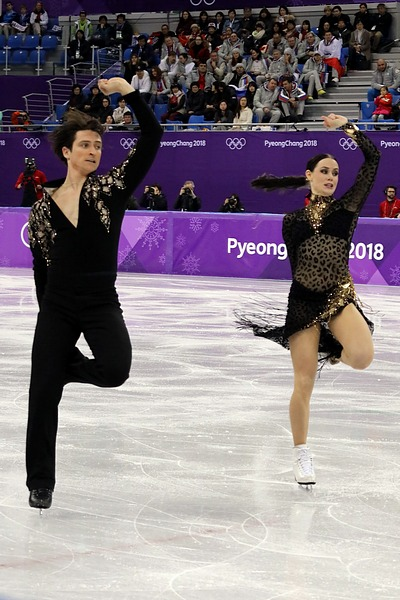
(Tessa Virtue / Scott Moir)
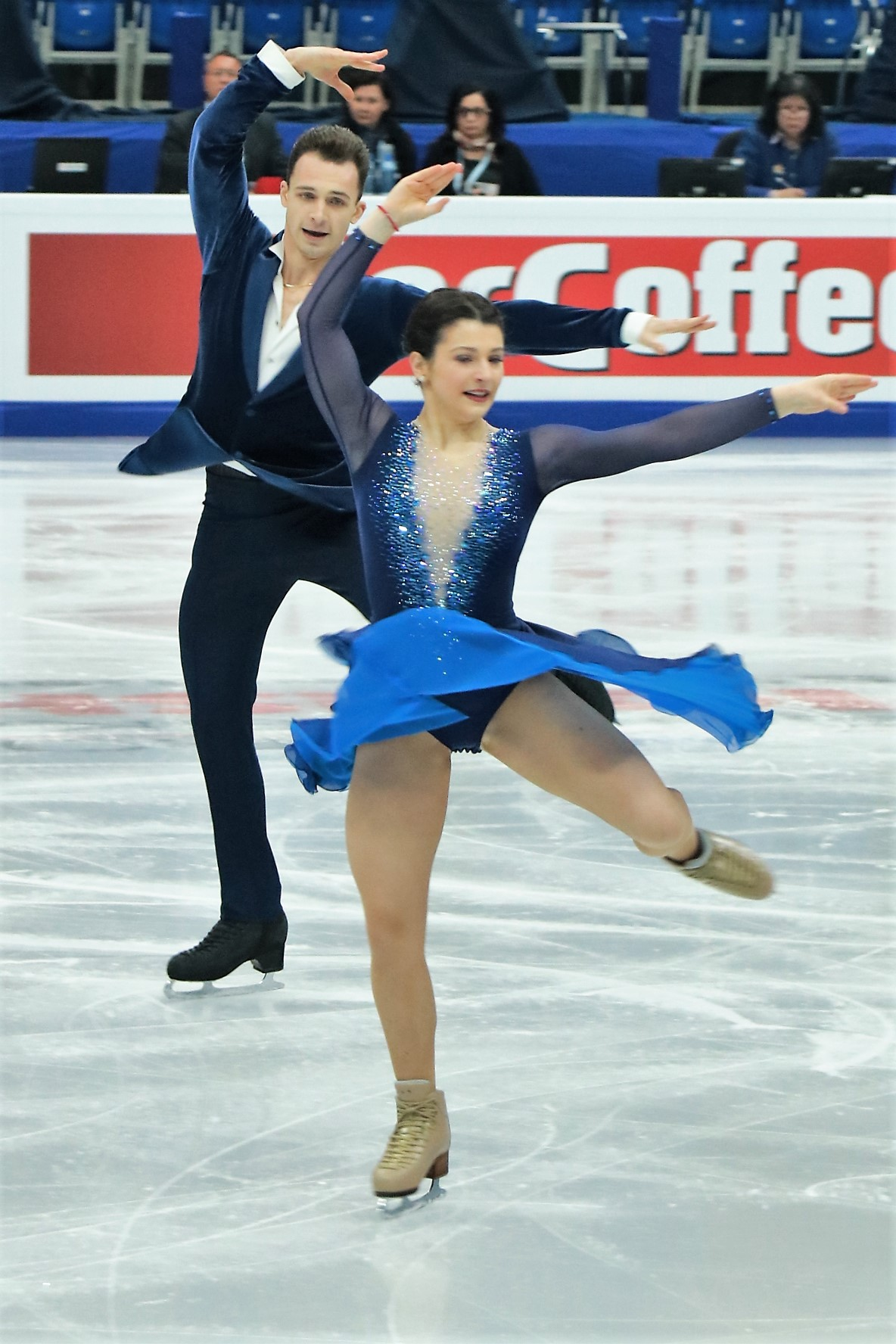
(Natalia Kaliszek / Maksym Spodyriew)
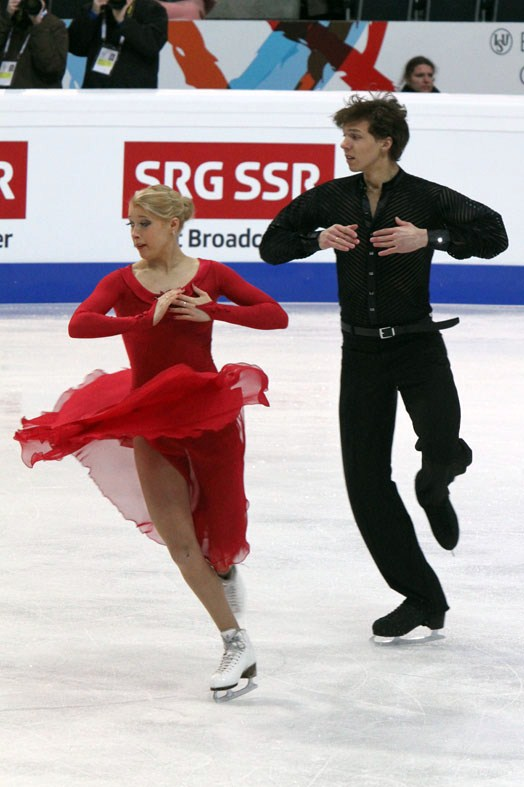
(Jekatierina Bobrowa / Dmitrij Sołowjow)
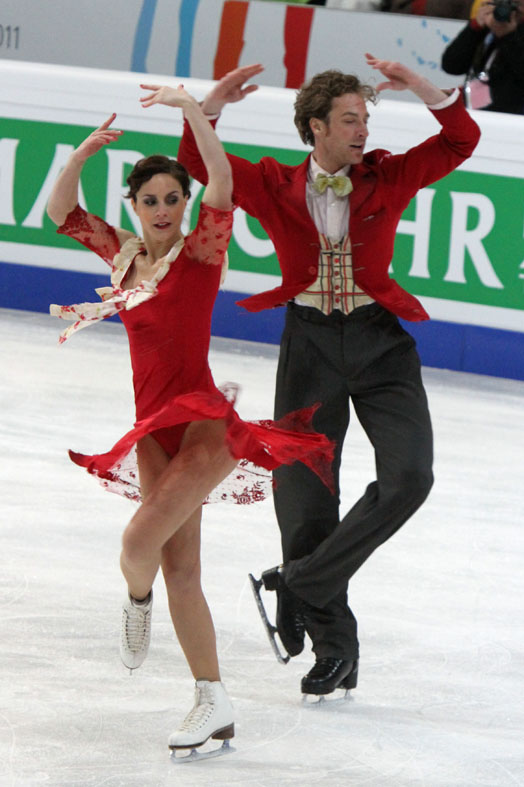
(Nathalie Pechalat / Fabian Bourzat)
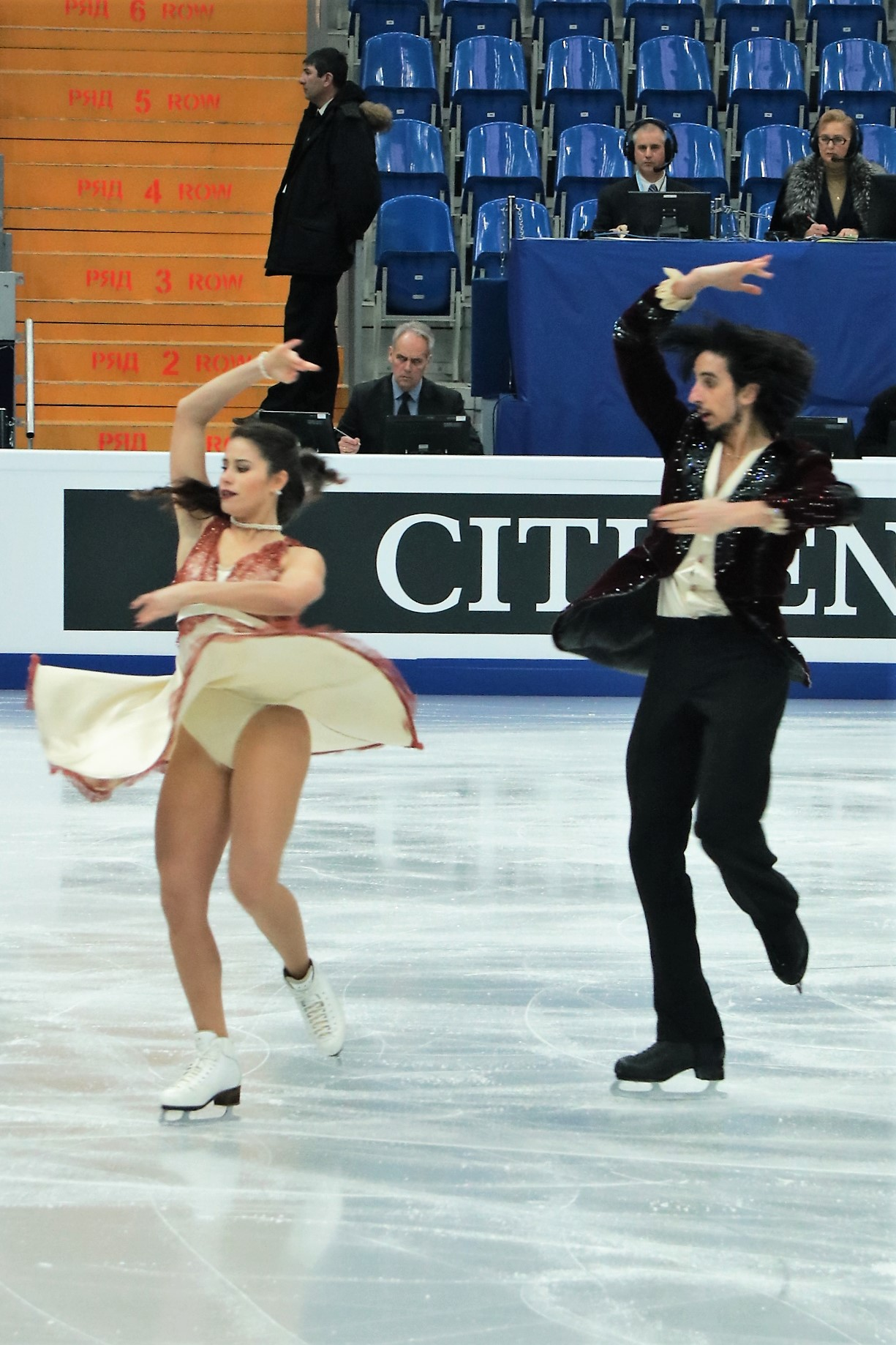
(Jasmine Tessari / Francesco Fioretti)